# Santa Rita da Cascia alle Vergini
Santa Rita da Cascia alle Vergini ist eine Kirche in Rom, im Rione  Trevi, in der Via delle Vergini (Ecke Via dell’Umiltà).

## Geschichte
Die Geschichte dieser Kirche ist komplex. Sie wurde 1615 unter dem Namen Santa Maria delle Vergini an der Stelle einer bereits bestehenden Kirche gleichen Namens erbaut und den Augustinerinnen des nahegelegenen Kollegs der Madonna del Rifugio übergeben. Bald danach wurde sie umgebaut (1634–1636), da sie für die Bedürfnisse des Kollegs zu klein war. Im Jahr 1660 wurde das Nonnenkloster schließlich unter der Leitung des Architekten Domenico Castelli fertiggestellt. Die Kirche blieb zusammen mit dem Kloster bis 1870 in den Händen der Augustinerinnen, bis sie vom italienischen Staat beschlagnahmt, zusammen mit dem Kloster entweiht und zum Sitz der Intendenza di Finanza gemacht wurde.
Als im Jahr 1904 die Kirche Santa Rita da Cascia in Campitelli an den Hängen des Campidoglio für den Bau des Denkmals für Vittorio Emanuele II. abgerissen wurde, wurde das Gotteshaus wieder der Öffentlichkeit zugänglich gemacht, um die Bruderschaft S. Spina della Corona di Nostro Signore Gesù Cristo und der Heiligen Rita von Cascia, die dort ihren Sitz hatte, aufzunehmen. So wurde die Kirche neu geweiht und der Heiligen Rita von Cascia gewidmet.

## Beschreibung

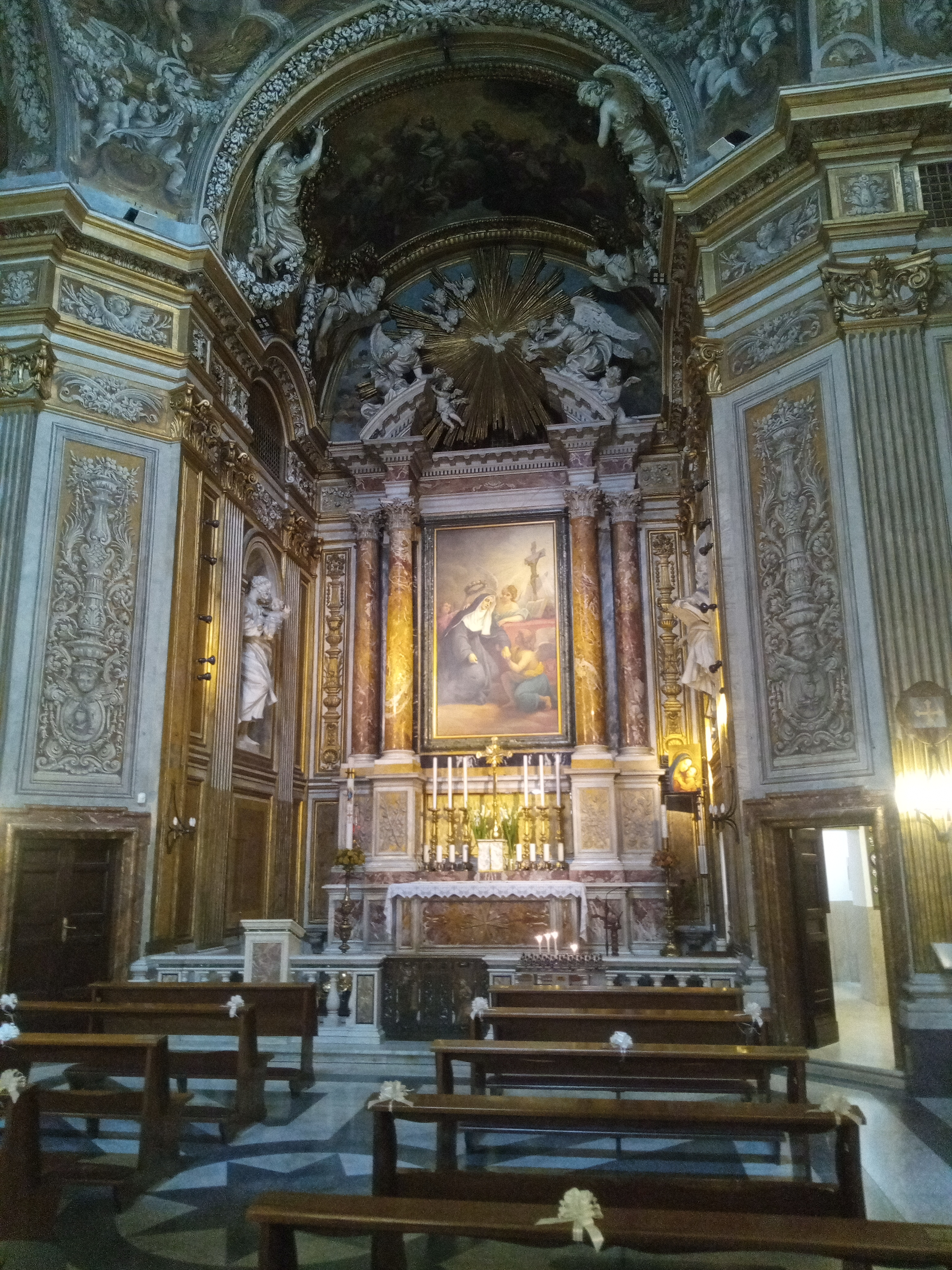
Innen

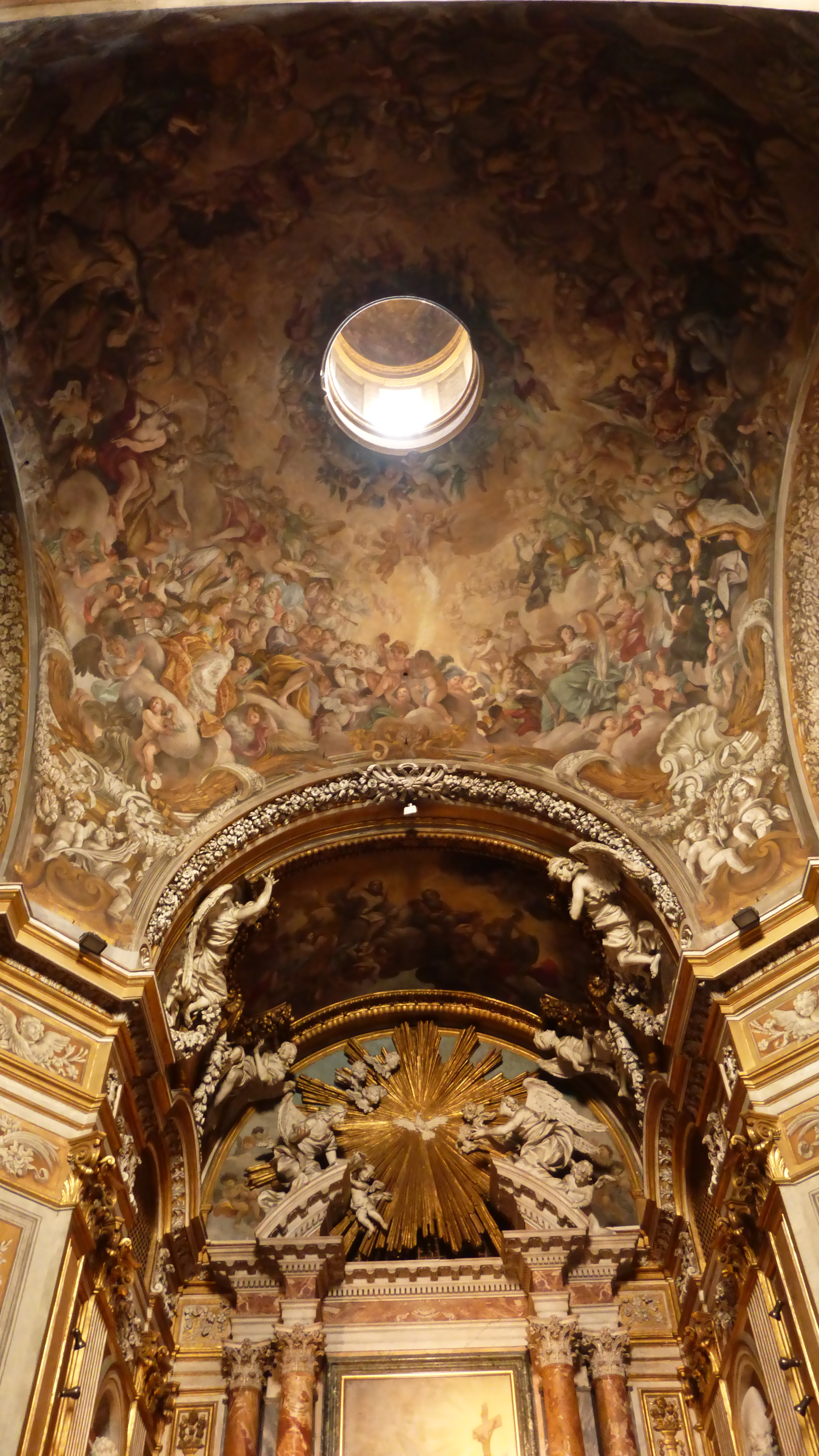
Innenansicht der Kuppel

Die Fassade der Kirche (1681) wird Mattia de Rossi zugeschrieben, während der Glockenturm erst 1689 hinzukam.
Das Kircheninnere hat die Form eines griechischen Kreuzes mit barocker Gestaltung. Das Kuppelfresko stellt die Herrlichkeit des Paradieses dar und wird Michelangelo Ricciolini zugeschrieben. An der Gegenfassade befindet sich eine geschnitzte und vergoldete Holzorgel, links vom Eingang befindet sich die 1912 in Form einer Grotte errichtete Lourdes-Kapelle.
Der Architekt Alfredo Coacci hatte 1909 im Auftrag von Domenico Consolini, dem damaligen Camerlengo der Erzbruderschaft der Heiligen Rita von Cascia, ein Konzept für die Umgestaltung der Fassade ausgearbeitet, das den Einbau von Fenstern in den Seitenwänden vorsah. Obwohl diese Fenster für die Belichtung und Belüftung von zwei Gottesdiensträumen der Kirche vorgesehen waren, wurde das Projekt offenbar nie ausgeführt.